# Ferdinando Coletti (medico)
Ferdinando Coletti (Tai di Cadore, 17 agosto 1819 – Padova, 27 febbraio 1881) è stato un medico italiano e rettore dell'Università di Padova tra il 1872 e il 1873.